# پایگاه هوایی نیروی دریایی اوشینا
پایگاه هوایی اوشیَنا (به انگلیسی: Naval Air Station Oceana) (نام رایج: Apollo Soucek Field) یک فرودگاه نظامی با کد یاتا NTU است که یک باند فرود آسفالت و بتن دارد و طول باند آن ۳۶۵۱ متر است. این فرودگاه در شهر ویرجینیابیچ کشور ایالات متحده آمریکا قرار دارد .